# Ергономічність
Ергономі́чність — це сукупність властивостей, які характеризують пристосованість конструкції товару до взаємодії зі споживачем (користувачем) з урахуванням фізико-біологічних особливостей людини.
Ергономічність продукції — властивість конкретної продукції, яка полягає в узгодженні її технічних характеристик з ергономічними потребами (вимогами) чи властивостями людини-користувача (споживача).
До головних умов раціонального ергономічного конструювання відносять обов'язковий облік специфічних компонентів системи «людина — техніка — середовище», що виявляються в процесі функціонування виробу. Такими особливостями вважають:
- вид виробу та особливості його роботи;
- своєрідність людського організму;
- умови навколишнього середовища.

Однак для переважної більшості споживачів ергономічність будь-якого товару ототожнюється зі зручністю. Зручність використання можна визначити як сукупність усіх властивостей, що характеризують рівень комфортності у взаємодії людини з предметом. Як відомо, споживач передовсім звертає увагу саме на ті властивості виробу, що його цікавлять. Перевагу споживачі віддають корисним результатам, а не технічному процесу їх створення. Найпростіша утилітарна взаємодія людини з речами має місце за використання предметів особистого споживання — одягу, взуття тощо. Ці речі є немовби частиною самої людини, тому вони мусять мати конструкцію й форму, яка б відповідала її анатомії й фізіології.